# یخچال طبیعی استین
یخچال طبیعی استین (به لاتین: Stein Glacier) یک یخچال طبیعی در سوئیس است که در کانتون برن واقع شده‌است.